# Eduard Ulrich
Eduard Rafael Ulrich (9. března 1813 Sobotín – 4. října 1881 Brno) byl rakouský právník a politik německé národnosti z Moravy; poslanec Frankfurtského parlamentu a Moravského zemského sněmu.

## Biografie
Pocházel z rodiny lesmistra Josefa Ulricha a Anny, rozené Seitlové. Absolvoval gymnázium a právnickou fakultu Františkovy univerzity v Olomouci. 29. ledna 1839 byl promován na doktora práv. Nastoupil na praxi k moravské finanční prokuratuře. Ulrich byl od roku 1842 až do své smrti profesí advokátem v Brně. Patřil mezi nejbohatší brněnské advokáty. Roku 1861 koupil velkostatek ve vesnici Třemešek. Zde zřídil pivovar a rozvinul pěstování ovoce. V Brně mu patřil rozsáhlý byt. Od roku 1856 byl členem (do roku 1868 i členem výboru) a od roku 1874 do roku 1880 viceprezidentem advokátní komory v Brně. V roce 1881 se stal prezidentem komory. Od 50. let 19. století i viceprezidentem Rosické těžební společnosti. Byl aktivním členem Mužského pěveckého spolku v Brně.
Zapojil se i do vysoké politiky. Už během revolučního roku 1848 byl v zemských volbách 1848 zvolen na Moravský zemský sněm, kde zastupoval kurii městskou, obvod Brno. Jako náhradník za něj byl ustanoven Anton Haberler. Na sněmu se zapojil do debaty okolo návrhu vyslat delegaci za císařem Ferdinandem, přičemž podporoval variantu, podle které by deputace měla šest členů a rovnoměrné zastoupení všech tří kurií. Roku 1848 byl rovněž zvolen za obvod Znojmo do celoněmeckého Frankfurtského parlamentu. Zasedal zde od 30. července 1848 do 5. prosince 1848. Patřil do liberální parlamentní frakce Westendhall.
Do politiky se vrátil po obnovení ústavního systému vlády. V zemských volbách 1861 se opět stal poslancem Moravského zemského sněmu, za kurii městskou, obvod Brno (I. okres). V zemských volbách v lednu 1867 se mezi zvolenými poslanci neuvádí, ale na sněm se vrátil již v krátce poté vypsaných zemských volbách v březnu 1867. Uspěl taky v zemských volbách roku 1870, nyní za kurii velkostatkářskou, II. sbor. V zemských volbách v září 1871 opět nefiguroval mezi nově zvolenými poslanci, ale již v zemských volbách v prosinci 1871 uspěl (znovu za kurii velkostatkářskou). Mandát zde obhájil v zemských volbách roku 1878. Na sněmu zasedal až do své smrti roku 1881. Byl náhradníkem Moravského zemského výboru a předsedou sněmovního národohospodářského odboru. Uvádí se jako ústavověrný poslanec (tzv. Ústavní strana liberálně, provídeňsky orientovaná).
V září 1843 se jeho manželkou stala Marie Kleinová (1826–1904), dcera velkopodnikatele Franze Kleina (1794–1855). Měli syna Eduarda (1855–1904), který působil rovněž jako právník a moravský zemský poslanec, dále pak tři dcery: Marii, Fanny a Leopoldinu, které se všechny provdaly za barony (manželem Leopoldiny byl politik a právník Heinrich d'Elvert). Eduard Ulrich koupil v roce 1861 velkostatek Třemešek na severní Moravě, kde ale rodina pobývala jen zřídka. Manželka Marie převzala v roce 1880 od svého bratra Franze Kleinův palác v Brně, od roku 1885 je jako spolumajitel paláce uváděn také syn Eduard. Společně až do roku 1904 také spravovali velkostatek Třemešek.
Zemřel náhle v říjnu 1881. Přímo během zasedání sněmovního výboru ho postihla mrtvice a byl mrtvý během několika minut.